# Stefano Pessina
Stefano Pessina (Pescara, 4 giugno 1941) è un ingegnere e imprenditore italiano con cittadinanza monegasca, dal 2014 proprietario di Walgreens Boots Alliance, la più grande azienda mondiale di prodotti per la salute e il benessere.

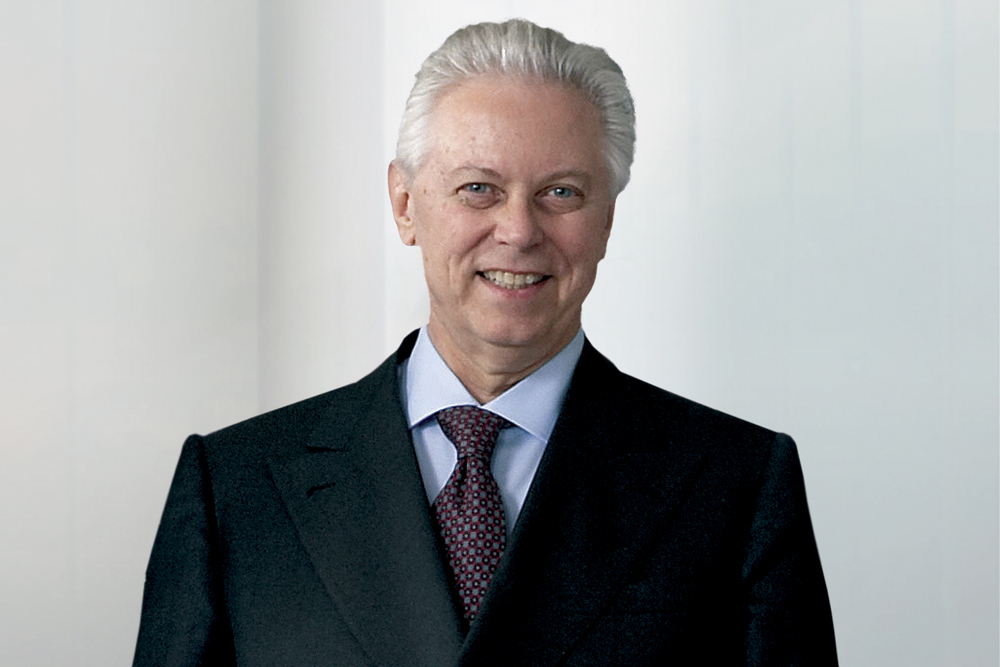
Stefano Pessina, 2010

La sua ricchezza al 2021 è stata valutata dalla rivista Forbes per circa 10.5 miliardi di dollari, cosa che lo rende il 3° uomo più ricco d'Italia e il 221º al mondo.

## Biografia
Nato a Pescara e laureatosi in ingegneria nucleare al Politecnico di Milano, nel 1977 avvia il riassetto della ditta di famiglia a Napoli specializzata nella distribuzione di prodotti farmaceutici, dando vita ad Alleanza Farmaceutica. L'azienda inizia subito a espandersi acquisendo e ristrutturando altre piccole società del settore operanti soprattutto nell'Italia del Sud. Nei primi anni Ottanta la svolta: Pessina conosce Ornella Barra, giovane laureata in farmacia, che aveva iniziato a lavorare in una farmacia di Chiavari e aveva avviato una ditta di distribuzione, la Di Pharma, poco distante, a Lavagna. Nel 1986 dalla fusione fra Alleanza Farmaceutica e Di Pharma nasce la Alleanza Salute Italia (ASI), con Barra nel ruolo di braccio destro di Pessina.
Nel 1988 l'espansione in Francia, dove nasce Alliance Santé, che unisce Alleanza Farmaceutica e le catene transalpine Erpi ed Ipf. Nel 1997 Alliance Santé si unisce al gruppo britannico UniChem per creare Alliance UniChem, mentre Alleanza Salute Italia assume il ruolo di azionista della più grande cooperativa di farmacisti del Nord Italia, Unifarma. Nel 2005 lo sbarco sui mercati russo e cinese, affidato alla Barra. Nel 2006 la sua azienda si è fusa con un'altra importante compagnia del settore, l'inglese Boots Group, dando vita alla Alliance Boots GmbH, gruppo leader in Europa nella distribuzione di prodotti farmaceutici e cosmetici.
L'anno seguente Pessina ha acquisito Alliance Boots in un affare di 22 miliardi di dollari, ancor oggi il secondo più grande leveraged buyout in Europa, dopo il caso Telecom-Olivetti, finanziato dalla società di private equity Kohlberg Kravis Roberts (KKR). Nel tentativo di espandersi a livello globale la società ha costituito una partnership strategica con il quinto più grande grossista farmaceutico della Cina, Nanjing Pharmaceutical, nel settembre 2012. Pessina è presidente esecutivo di Alliance Boots e siede nel consiglio di amministrazione di Walgreens.
Nel 2013 il patrimonio netto di Stefano Pessina è più che raddoppiato rispetto all'anno precedente a causa dell'acquisto da parte della società americana Walgreens di un pezzo della catena internazionale di drugstore Alliance Boots a metà del 2012. Walgreens ha pagato 6,7 miliardi dollari in contanti e azioni per una quota del 45% in Alliance Boots, che ha circa 3.300 punti vendita in 25 paesi e un fatturato di 35,7 miliardi di dollari. Pessina ha ricevuto in cambio una quota di circa l'8% in azioni di Walgreens ed ha conservato la metà della sua quota in Alliance Boots - circa il 18% - che ora ha un valore di 3,3 miliardi di dollari.
Nel 2014 Walgreens acquisisce anche il 55% del capitale che non aveva in Alliance Boots, dando vita alla fine dell'anno a Walgreens Boots Alliance, la più grande azienda mondiale di prodotti per la salute e il benessere: nel 2020 dispone di 21.000 punti vendita e 450.000 dipendenti con oltre 425 centri di distribuzione in grado di effettuare consegne a più di 250.000 farmacie, ospedali, ambulatori. Inizialmente Stefano Pessina ricopre i ruoli di vicepresidente esecutivo e Ceo, in seguito di presidente esecutivo.
Nell'aprile 2016 il suo nome è citato nella vicenda dei Panama Papers.

## Vita privata
Vive a Montecarlo e nel 2012 è diventato cittadino monegasco, rinunciando alla cittadinanza italiana. Ha due figli (Elena e Jacopo) ed è sposato con Ornella Barra, Chief Operating Officer, International di Walgreens Boots Alliance.